# De La Rue (månekrater)
De La Rue er resterne af et (eller muligvis flere) nedslagskrater(e) på Månen og er af den type, som kaldes en bjergomgivet slette. Det befinder sig på den nordøstlige del af Månens forside og ses på grund af dets placering i perspektivisk forkortning. Krateret er opkaldt efter den britiske astronom Warren De La Rue (1815 – 1889).
Navnet blev officielt tildelt af den Internationale Astronomiske Union (IAU) i 1935. 

## Omgivelser
De La Ruekrateret ligger nord-nordvest for det fremtrædende Endymionkrater, lige på den anden side af den østligste del af Mare Frigoris. Strabokrateret trænger ind i den nordligste del af De La Rues nordlige rand, og det mindre Thaleskrater er forbundet med den nordvestlige del af kratervæggen.

## Karakteristika
Omkredsen af De La Rue er en opløst masse af bakker, irregulær overflade og indskæringer fra gamle kratere. Randen er afrundet i den nordvestlige halvdel, mens et krater mod sydøst trænger ind i krateret og medfører, at væggen der er noget rettet ud. Det samlede resultat er en delvis pæreformet omkreds. Der er rester af små kratere langs den syd-sydøstlige rand, og adskillige rande af spøgelseskratere ligger i kraterets indre langs den nordlige kratervæg.
Nær midten af den forholdsvis flade indre kraterbund ligger det skålformede "De La Rue J"-satellitkrater. Der er forrevet overflade op mod den sydlige rand af krateret, og lave bakker mod vest. Kraterbunden er endnu mere forrevet langs den sydøstlige side. Den resterende bund er mærket af mange småkratere, heraf et bemærkelsesværdigt par i den nordøstlige del.

## Satellitkratere
De kratere, som kaldes satellitter, er små kratere beliggende i eller nær hovedkrateret. Deres dannelse er sædvanligvis sket uafhængigt af dette, men de får samme navn som hovedkrateret med tilføjelse af et stort bogstav. På kort over Månen er det en konvention at identificere dem ved at placere dette bogstav på den side af satellitkraterets midte, som ligger nærmest hovedkrateret. De La Ruekrateret har følgende satellitkratere:
| De La Rue | Længde  | Bredde  | Diameter |
| --------- | ------- | ------- | -------- |
| D         | 56,8° N | 46,2° Ø | 17 km    |
| E         | 56,8° N | 49,7° Ø | 32 km    |
| J         | 59,0° N | 52,8° Ø | 14 km    |
| P         | 60,5° N | 61,4° Ø | 10 km    |
| Q         | 61,5° N | 60,5° Ø | 10 km    |
| R         | 62,1° N | 61,1° Ø | 9 km     |
| S         | 62,9° N | 61,6° Ø | 12 km    |
| W         | 55,7° N | 46,9° Ø | 18 km    |

## Måneatlas
- De La Rue i Lpi-måneatlasset Arkiveret 3. september 2014 hos  Wayback Machine